# Мэйлань
Мэйла́нь (кит. упр. 美兰, пиньинь Měilán) — район городского подчинения городского округа Хайкоу провинции Хайнань (КНР).

## История
Исторически эти места входили в состав уезда Цюншань (琼山县).
После занятия острова Хайнань войсками НОАК эти места вошли в состав Хайкоу. В июле 1982 года был создан район Чжэньдун (振东区). 
В 2002 году район Чжэньдун был упразднён; на его бывших землях и части земель расформированного городского уезда Цюншань был создан район Мэйлань.

## Административное деление
Район делится на 9 уличных комитетов и 4 посёлка.